# Universidad Continental
La Universidad Continental es una universidad privada de Perú, ubicada en el centro del país en la ciudad de Huancayo. Fue creada el 12 de junio de 1998. La universidad tiene filiales en Lima, Arequipa,Cusco y Florida (EE.UU).

## Historia

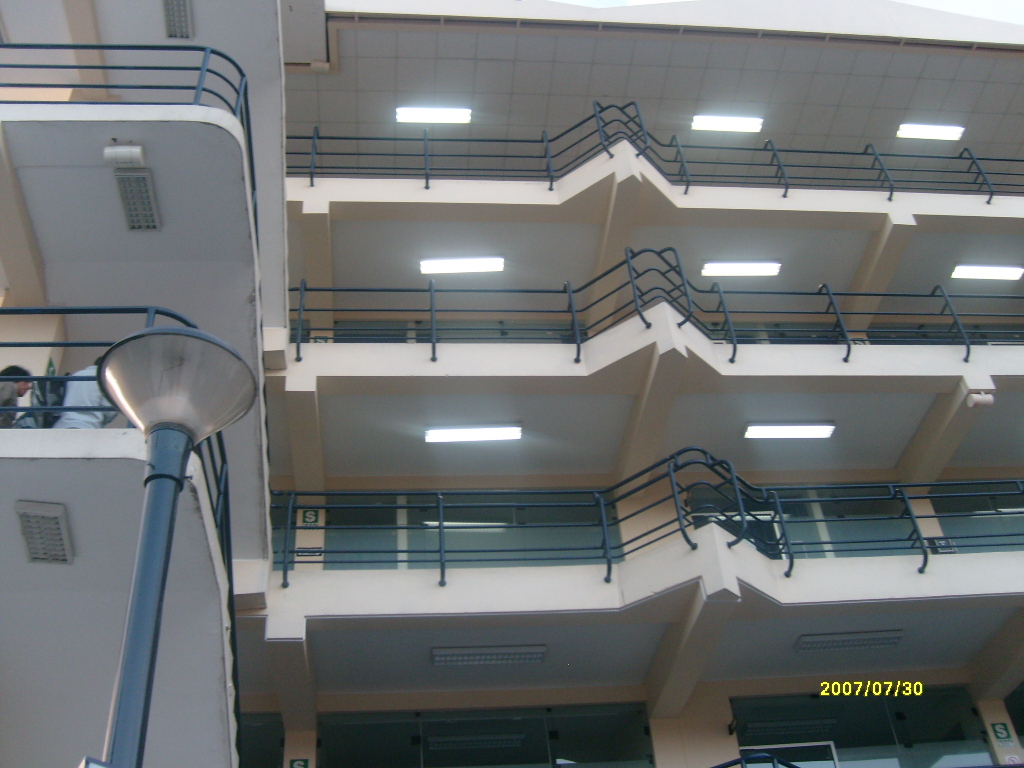
Campus de la Universidad Continental

La Universidad Continental inició sus labores académicas en la ciudad de Huancayo, mediante Resolución n.° 429-98-CONAFU, del 30 de junio de 1998. Luego de aproximadamente cuatro años de funcionamiento, gestionó su adecuación a la Ley de Promoción de la Inversión en Educación, DL 882, y el CONAFU, en cumplimiento del artículo 13º de su reglamento general, emitió la resolución n.° 176-2002-CONAFU aprobando la adecuación al D.L. 882.

## Carreras universitarias
Facultad de Ingeniería
- Arquitectura
- Ingeniería Ambiental
- Ingeniería Civil
- Ingeniería Eléctrica
- Ingeniería Electrónica
- Ingeniería Empresarial
- Ingeniería Industrial
- Ingeniería Mecánica
- Ingeniería Mecatrónica
- Ingeniería de Minas
- Ingeniería de Sistemas e Informática

Facultad de Ciencias de la Empresa
- Administración y Finanzas
- Administración y Marketing
- Administración y Negocios Internacionales
- Administración y Recursos Humanos
- Contabilidad
- Economía

Facultad de Derecho
- Derecho

Facultad de Ciencias de la Salud
- Medicina Humana
- Enfermería
- Odontología
- Tecnología Médica – Especialidad en Laboratorio Clínico y Anatomía Patológica
- Tecnología Médica – Especialidad en Terapia Física y Rehabilitación

Facultad de Humanidades
- Ciencias y Tecnologías de la Comunicación
- Psicología

## Rankings académicos
- Top 3 de universidades privadas del país en el indicador de Investigación, de acuerdo con el Scimago Institutions Ranking 2022.
- 5 estrellas a nivel institucional del prestigioso QS Stars Rating System.